# Acquin-Westbécourt
Acquin-Westbécourt is een gemeente in het Franse departement Pas-de-Calais (regio Hauts-de-France). De gemeente telt 637 inwoners (2005) en maakt deel uit van het arrondissement Sint-Omaars.

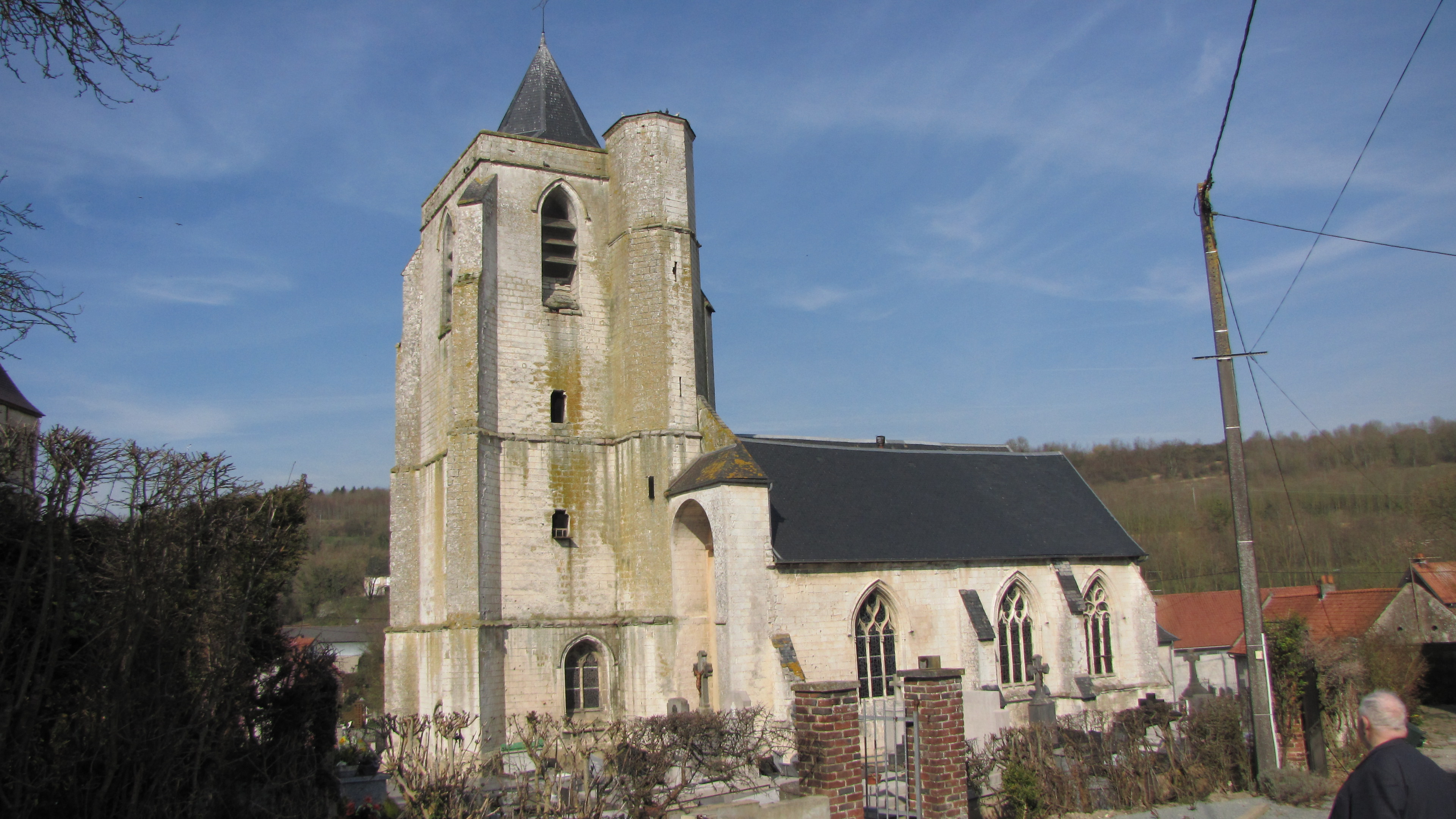
Église Sainte-Pétronille

## Geschiedenis
Oude vermelding van Acquin gaan terug tot de 10de eeuw als Atcona sive Acquinius. Acquin was een heerlijkheid van de Sint-Bertinusabdij in Sint-Omaars.
Bij de oprichting van de gemeenten op het eind van het ancien régime werd Acquin een gemeente.
In 1974 werd de kleine gemeente Westbécourt, waarvan het dorpscentrum zo'n twee kilometer ten westen van dat van Acquin ligt, aangehecht bij Acquin in een zogenaamde "fusion association". De gemeentenaam werd gewijzigd in Acquin-Westbécourt. In 1994 werd de "fusion association" tussen Acquin en Westbécourt omgezet in een volwaardige fusie ("fusion simple").

## Geografie
De oppervlakte van Acquin-Westbécourt bedraagt 14,3 km², de bevolkingsdichtheid is 44,5 inwoners per km². In de gemeente ligt naast het dorp Acquin ook het dorp Westbécourt en een aantal gehuchten waaronder Nordal, Lauwerdal, Le Noovre, Le Poovre, Merzoil, Le Val d'Acquin en La Wattine.
De onderstaande kaart toont de ligging van Acquin-Westbécourt met de belangrijkste infrastructuur en aangrenzende gemeenten.

## Bezienswaardigheden
- De Église Sainte-Pétronille in Acquin heeft een klok uit de 16de eeuw, die als monument historique werd geklasseerd in 1908. Een paar gebeeldhouwde 15de-eeuwse sluitstenen werden in 1938 geklasseerd.

## Demografie
Onderstaande figuur toont het verloop van het inwonertal (bron: INSEE-tellingen).